# Positio Fraternitatis Rosae Crucis
Positio Fraternitatis Rosae Crucis est un manifeste publié par l'AMORC, en 2001.
L'Ancien et Mystique Ordre de la Rose-Croix a publié le texte en août 2001, qu'il présente comme le « quatrième manifeste rosicrucien ». Contrairement aux autres manifestes, son contenu n'est pas ésotérique. Il propose les considérations des dirigeants de cette société rosicrucienne moderne sur « le monde comme il va », et sur la façon dont l'idéal rosicrucien pourrait contribuer à éclairer l'humanité dans la période de crise profonde des valeurs que nous vivons.